# 태양 전지

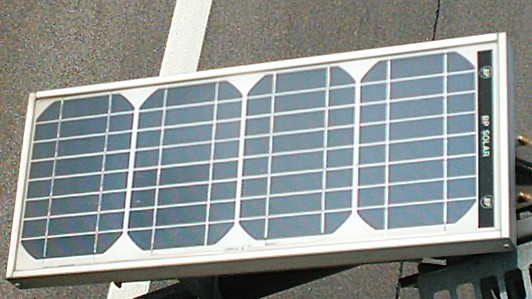
태양 전지판

태양 전지(太陽電池) 또는 광전지는 태양 에너지를 전기 에너지로 변환할 수 있는 장치를 말한다. P-N 접합면을 가지는 반도체 접합 영역에 금지대폭보다 큰 에너지의 빛이 조사되면 전자와 양공이 발생하여 접합영역에 형성된 내부전기장이 전자는 N형 반도체로, 양공은 P형 반도체로 이동시켜 기전력이 발생한다. N형 반도체, P형 반도체 각각 부착된 전극이 부극과 정극이 되어 직류전류를 취하는 것이 가능해진다. 태양 전지 반도체의 재료로서는 실리콘뿐만이 아니라 갈륨비소, 카드뮴텔루르, 황화카드뮴, 인듐인 또는 이 재료들 사이의 복합체를 사용하고 있으나, 일반적으로 실리콘을 쓴다.
과거 2007년에는 태양광전지로 만드는 전기 비용이 우리가 지금 집에서 사용하고 있는 전기 값보다 5배정도 비쌌지만, 그 단가는 점점 낮아져서 경제성을 갖춰가고 있다.

## 같이 보기
- 태양 에너지
- 대체 연료, 재생가능 에너지
- 환경 기술
- 에너지 개발
- 반도체
- 갈륨비소